# Simon-Pierre Mérard de Saint-Just
Pour les articles homonymes, voir Mérard de Saint-Just.
Simon-Pierre Mérard de Saint-Just, né en 1749 à Paris où il est mort le 16 août 1812, est un poète et conteur libertin français.

## Biographie
Il est un des sept enfants de Simon Mérard, payeur des gages des officiers de la chancellerie du parlement de Rouen, caissier de la compagnie des Indes, et de Marie de La Borde. Il est le beau-frère de Toussaint Jacques Paul Morellet, cousin de l'abbé Morellet. Il est l'oncle maternel du député et homme de lettres Augustin François Creuzé de Lesser (1771-1839).
Il épouse en 1780 l'écrivaine Anne-Jeanne-Félicité d'Ormoy (1755-1830).
Jusqu'en 1782, il est maître d'hôtel de Monsieur, comte de Provence, futur Louis XVIII. Il habite à Paris, rue Helvétius, actuelle Sainte-Anne, butte Saint-Roch, no 605 ou 17 sous Napoléon Ier.
Ami de l’astronome et premier maire de Paris Jean Sylvain Bailly, guillotiné à Paris, le 12 novembre 1793, il fait son éloge funèbre publié en décembre 1794. Il est également l'ami du dramaturge et poète Jean-François Cailhava de L'Estandoux.
Il imprime ses œuvres à ses frais et en petit nombre. Il se dispute avec Pierre-Louis Ginguené une petite pièce de vers intitulé la Confession de Zulmé, qu'ils s'attribuent tous deux. Les pièces de ce procès sont dans l'un des volumes de Mélanges, sous le titre de : À présent on peut nous juger. Son Esprit des mœurs au XVIIIe siècle a fait l'objet d’une réédition en 2008.
En 1799, il est l'un des témoins d'un jugement du tribunal de Paris, pour la Reconnaissance d'un enfant naturel : Anne Coste de la Calprenède (1787-1842), par ses parents : le citoyen Jean-Baptiste de Coste de la Calprenède (1738-1826), ancien militaire et ancien directeur d'une maison de jeu à Paris dans la galerie de Valois au Palais-Royal, au no 154, le Club Polonais dit aussi le Club des Deux-billards. et la citoyenne  Adélaïde-Marguerite Desmart (1766-1851), jeune musicienne de la musique du Roi puis  tenancière de tripots, non mariés ; et de la nomination d'Antoine Joseph Michel Fallot de Beaumont (1746-1824) ancien Garde française (futur mari en 1808, de Mlle Desmart), comme tuteur d'Anne Coste de la Calprenède. Simon-Pierre Mérard de Saint-Just est le témoin de mariage, tout comme le peintre d'Histoire Louis-André-Gabriel Bouchet, d'Anne de Coste de la Calprenède, 21 ans, le 27 janvier 1809, avec Jean-Baptiste Dumangin, 64 ans.

## Œuvre littéraire
- Les Beaux nœuds, ou l'Amour et la vertu.
- Le Théatre gaillard, 1776.
- Folies de la jeunesse de Sir S. Peters Talassa-Aitheï, 1777[11].
- Oeuvres de la marquise de Palmarèze : Espiègleries, joyeusetés, bons-mots, folies, vérités de la jeunesse de Sir S. Peters Talassa-Aitheï, 1777.
- A présent on peut nous juger ou Pièces relatives à des vers insérés dans l'Almanach des Muses, année 1779.
- L'occasion et le moment, ou Les petits riens, par un amateur sans prétention 1782[12].
- Sept et le va à l'as de pique, ou le Ponte en bonne fortune, anecdote parsemée de contes en vers, 1784.
- Lettre au comte Auguste Nadaillan, sur le goût des livres, 1785.
- Éloge de Jean-Baptiste-Louis-Gresset, 1785.
- Chansons, 1786.
- La Matinée libertine ou les Moments bien employés, 1787-1788[13].
- Le Calembourg en action, 1789.
- Son bouquet et vos étrennes, hommage offert à Madame Bailly, épouse de M. Bailly... maire de la ville de Paris, 1789.
- L'esprit des moeurs au XVIIIe siècle ou La petite maison, 1790.
- Les Hautes-Pyrénées en miniature, ou Épître rimée en forme d'extrait du beau voyage à Barège et dans les Hautes-Pyrénées de J. Dusaulx, 1790.
- Manuel du citoyen, 1791.
- Fables et contes en vers, 1792.
- Éloge historique de Jean-Sylvain Bailly au nom de la république des lettres, par une société de gens de lettres, suivi de notes et de quelques pièces en prose et en vers, 1794.
- Lettre en prose et en vers, à Madame Julie D. Ch. M. de R., 1794.
- Couplets chantés dans un dîner fraternel, à Crépy, l'an 3e de la République française, 1794-1795.
- Mes espiégleries, ou Campagnes de l'abbé de T***, 1797.
- Imitation en vers français des Odes d'Anacréon, 1798.
- Le Petit Jehan de Saintré et la Dame des belles cousines, 1798.
- Mélange de vers et de prose, 1799.
- Dialogue en vers, pour célébrer nos victoires et la paix ; suivi d'un divertissement en musique et danses, 1799[14].
- Contes et autres bagatelles en vers, 1800.
- La Courtisane d'Athènes, ou la Philosophie des Grâces, conte dialogué en vers libres ; suivi de poésies diverses, 1801.
- Jean Hervez. Le Parc aux cerfs et les Petites maisons galantes, d'après les mémoires, les rapports de police, les libelles, les pamphlets, les satires, chansons du temps, 1910.
- Le Joujou des demoiselles. Le Calembourg en action, 1911.